# Pokrov (Ucrânia)
Pokrov (em ucraniano:   Покров; até 2016: Ordzhonikidze, em ucraniano:   Орджонікідзе) é uma cidade da Ucrânia, situada no Oblast de Dnipropetrovsk. Tem 26 km² de área e sua população em 2020 foi estimada em 38.570 habitantes.